# Hartmann Reim
Hartmann Reim (* 1. März 1942 in Stuttgart-Bad Cannstatt) ist ein deutscher Prähistorischer Archäologe.

## Leben
Reim sammelte schon vor seinem Studium als Praktikant bei Ausgrabungen des damaligen Landesdenkmalamts Baden-Württemberg archäologische Erfahrungen. Er studierte dann an der Universität Tübingen Vor- und Frühgeschichte und wurde 1969 promoviert.
Anschließend arbeitete er im Staatlichen Amt für Denkmalpflege Tübingen. Später wurde Reim Leiter des Referates „Vor- und Frühgeschichte“ des Landesdenkmalamts Baden-Württemberg, Außenstelle Tübingen. Bis zum 31. Dezember 2004 gab es das Landesdenkmalamt Baden-Württemberg, das im Zuge einer Verwaltungsreform des Landes Baden-Württemberg aufgelöst wurde, so wurde er zum 1. Januar 2005 erster Leiter des Referates Denkmalpflege beim Regierungspräsidium Tübingen. Er wurde zum 8. März 2007 in den Ruhestand verabschiedet.

## Leistungen
Reim leitete mehrere archäologische Untersuchungen, so war er 1972 Grabungsleiter der Ausgrabungen bei der Flächengrabungen auf „Hochmauren“ (Kastell III), dem so genannten Handwerkerbau, in der römischen Stadt Arae Flaviae, dem heutigen Rottweil. Des Weiteren leitete er die Ausgrabung des frühkeltischen Grabhügelfriedhofs in Rottenburg am Neckar („Lindele“) und die Grabungen im römischen Rottenburg. Seine bedeutendsten Grabungen waren die der hallstattzeitlichen Siedlungsspuren und das Vorwerk mit dem mächtigen Befestigungsgraben bei der Heuneburg in Herbertingen-Hundersingen (Landkreis Sigmaringen) in den Jahren von 2000 bis 2003. Durch die Ausgrabungen im unmittelbaren Vorfeld der Heuneburg lieferte er für Verfechter der Pyrene-Theorie weitere Fakten. Pyrene wurde vom griechischen Geschichtsschreiber Herodot im 5. Jahrhundert v. Chr. erwähnt als eine an der Donau gelegene keltische Stadt unweit der Donauquelle. Reims Befund des aus dem 6. bis 5. Jahrhundert v. Chr. stammenden Wall-Graben-Systems um den Fuß der Heuneburg, der das Areal der Vorburg zwischen dem Heuneburg-Plateau und der bis zu 100 Hektar großen Außensiedlung gliedert, unterstreicht diese Theorie.
Mit seinen Lehraufträgen für Vor- und Frühgeschichte an der Pädagogischen Hochschule Reutlingen ab dem Wintersemester 1974 und der Universität Tübingen am Seminar für Vor- und Frühgeschichte ab 1989 engagierte er sich für eine enge Verbindung von Denkmalpflege und wissenschaftlicher Forschung und Lehre. Im Jahr 1992 erhielt er von der Universität Tübingen den Titel Honorarprofessor.
Reim ist korrespondierendes Mitglied des Deutschen Archäologischen Instituts und war Mitglied des Verbandes der Landesarchäologen in der Bundesrepublik Deutschland.

## Veröffentlichungen (Auswahl)
- Die römische Wasserleitung von Obernau nach Rottenburg. Sumelocenna - Römisches Stadtmuseum. Rottenburg am Neckar 1996
- Der römische Gutshof bei Hechingen-Stein, Zollernalbkreis. Förderverein zur Erforschung und Erhaltung der Kulturdenkmale in Stein. Hechingen 1982
- Die spätbronzezeitlichen Griffplatten-, Griffdorn- und Griffangelschwerter in Ostfrankreich. C. H. Beck Verlag, München 1974 (Dissertation).